# Brent Sancho
Brent Sancho (Port of Spain, 1977. március 13. –) Trinidad és Tobagó-i válogatott labdarúgó.

## Pályafutása

### Klubcsapatban
Port of Spainben született. Főiskolai évet is New Yorki-i St. John's Egyetemen töltötte és 1996-ban részt vett a nemzeti bajnokságon. 1998-ban a Brooklyn Italians volt az első felnőtt csapata. 1999-ben Finnországba szerződött a MyPa együtteséhez, ahol mindössze 1 mérkőzésen lépett pályára és a szintén finn Tervarit szerződtette. 1999-ben a rövid ideig a trinidadi Joe Public játékosa volt, majd az Egyesült Államokba igazolt a Charleston Battery csapatához. 2001 és 2003 között a Portland Timbers labdarúgója volt, de a 2002–03-as szezonban kölcsönben a San Juan Jablotehnél szerepelt. 2003 és 2005 között a skót Dundee FC játékosa volt. 2005-től 2007-ig Angliában a Gillinghamet erősítette. A 2007–08-as idényre a Millwall szerződtette, de nem lépett pályára egyetlen mérkőzésen sem. 2008-ban a skót Ross County-hoz távozott. Később játszott még az Atlanta Silverbacks (2008), a North East Stars (2008), a Rochester Rhinos (2009) és ismét a North East Stars (2010) csapatában.   

### A válogatottban
1999 és 2006 között 43 alkalommal szerepelt a Trinidad és Tobagó-i válogatottban. Részt vett a 2002-es és a 2005-ös CONCACAF-aranykupán, valamint a 2006-os világbajnokságon, ahol a Paraguay elleni csoportmérkőzésen öngólt szerzett.

## Külső hivatkozások
- Brent Sancho adatlapja a National-Football-Teams.com oldalon (angolul)

- Brent Sancho (angol nyelven). FootballDatabase.eu
- Brent Sancho (német nyelven). kicker.de
- Brent Sancho adatlapja a worldfootball.net oldalon (angolul)